# Golf de Terre Blanche
De Golf de Terre Blanche is een golfresort in Tourettes, in Var, Frankrijk, met twee 18-holes golfbanen, de Château-baan en de Riou-baan.
Terre Blanche is een gebied van 300 ha in de Provence. Het is heuvelachtig, er zijn meren, er groeien olijfbomen en velden vol lavendel. De golfbanen werden ontworpen door Dave Thomas. Er is een David Leadbetter golfschool en een Four Seasons hotel. 
Bezoekers mogen alleen op de Château-baan spelen. De 'signature hole' is hole 11, een par 5 die heuvelafwaarts loopt. Er zijn watervallen en meren en een mooi uitzicht op de omgeving. De Riou-baan is voor de leden bestemd. 

Om de golfbanen worden villa's gebouwd.

## LETAS Tour
de Ladies European Tour Access Series  heeft hier in 2010 haar eerste toernooi gespeeld. Het Terre Blanche Ladies Open is nog steeds het eerste toernooi van het seizoen van LETAS. In 2010 bestond het toernooi wegens zware regen slechts uit 36 holes.

### Winnaars
- 2010:  Caroline Afonso
- 2011:  Henrietta Zuel
- 2012:  Marion Ricordeau